# Angélica Fuentes Téllez
Angélica Fuentes Téllez, también llamada solamente Angélica Fuentes (El Paso, Texas, 2 de febrero de 1963), es ex directora ejecutiva de Omnilife.  Antes de ocupar esa posición fue directora general de Grupo Imperial, considerada la compañía de gas más importante en el norte de México. Desde entonces también se le conoce como "La Reina del Gas". y de la cual todavía es accionista y miembro del consejo directivo.  Estuvo casada con Jorge Vergara, propietario del club mexicano de fútbol Club Deportivo Guadalajara. Ha sido considerada como una de las diez mujeres de negocios más influyentes en México y en América Latina en diferentes ocasiones.

## Trayectoria empresarial

### Corporativo Grupo Imperial
Fuentes Téllez estudió Finanzas en la Universidad de El Paso, en Texas, Estados Unidos e inició su carrera profesional a los 21 años de edad en el Corporativo Grupo Imperial impulsada por su padre, Valentín Fuentes Varela. La compañía, considerada la más importante en el norte de México en el sector del gas natural, fue fundada por su abuelo Valentín Fuentes. Un año después de ingresar en la compañía, logró que la misma iniciara la construcción de plantas de venta de gas licuado en Estados Unidos. Ella se hizo cargo del trabajo operativo con el apoyo de una pipa y de un ayudante, "manejando, entregando gas y escarbándole para meter tubería". Después de un lustro, logró establecer siete plantas ubicadas en Texas y Nuevo México. Para Fuentes Téllez, esta experiencia fue la que la convirtió en empresaria. Siete años más tarde, en 1992, fue nombrada directora ejecutiva de la compañía.
Durante su gestión como directora ejecutiva en el Grupo fue presidenta de la Asociación Mexicana de Gas Natural (AMGN), un cargo que ejerció durante dos períodos consecutivos,  y fue, por ello, conocida informalmente como "la reina del gas". Su gestión al frente de la AMGN fue calificada como exitosa por la representatividad que logró darle a la Asociación, así como por los beneficios obtenidos para la misma. Así mismo, Fuentes Téllez fue representante de su país en la Red Empresarial de Energía del Foro de Cooperación Económica Asia-Pacífico (APEC), como presidenta.
Fuentes Téllez ocupó la dirección ejecutiva de Grupo Imperial más de una década, hasta 2005, cuando decidió retirarse de la compañía, por considerar que ya no podría crecer como empresaria en ella. Su retiro fue, sin embargo, solo de la operación de la compañía, ya que continúa siendo parte de su consejo directivo y es una de sus accionistas.

### Transición y participación política
Después de su salida de Grupo Imperial, Fuentes Téllez fundó dos empresas, una de ellas es una microfinanciera y la otra es una desarrolladora inmobiliaria, la cual conformó en sociedad con arquitectos para trabajar en los estados mexicanos de Veracruz y el Distrito Federal, así como en su ciudad natal.
Así mismo, el contacto frecuente con instancias gubernamentales la condujo a que, durante los años posteriores a su trabajo en el Grupo Imperial, participara en la política de su país como titular de la oficina de representación del gobierno estatal de Chihuahua en la capital de México durante dos meses. También participó en la campaña electoral del entonces candidato priísta a la presidencia Roberto Madrazo Pintado, como contacto del candidato con el sector empresarial mexicano.

### Omnilife

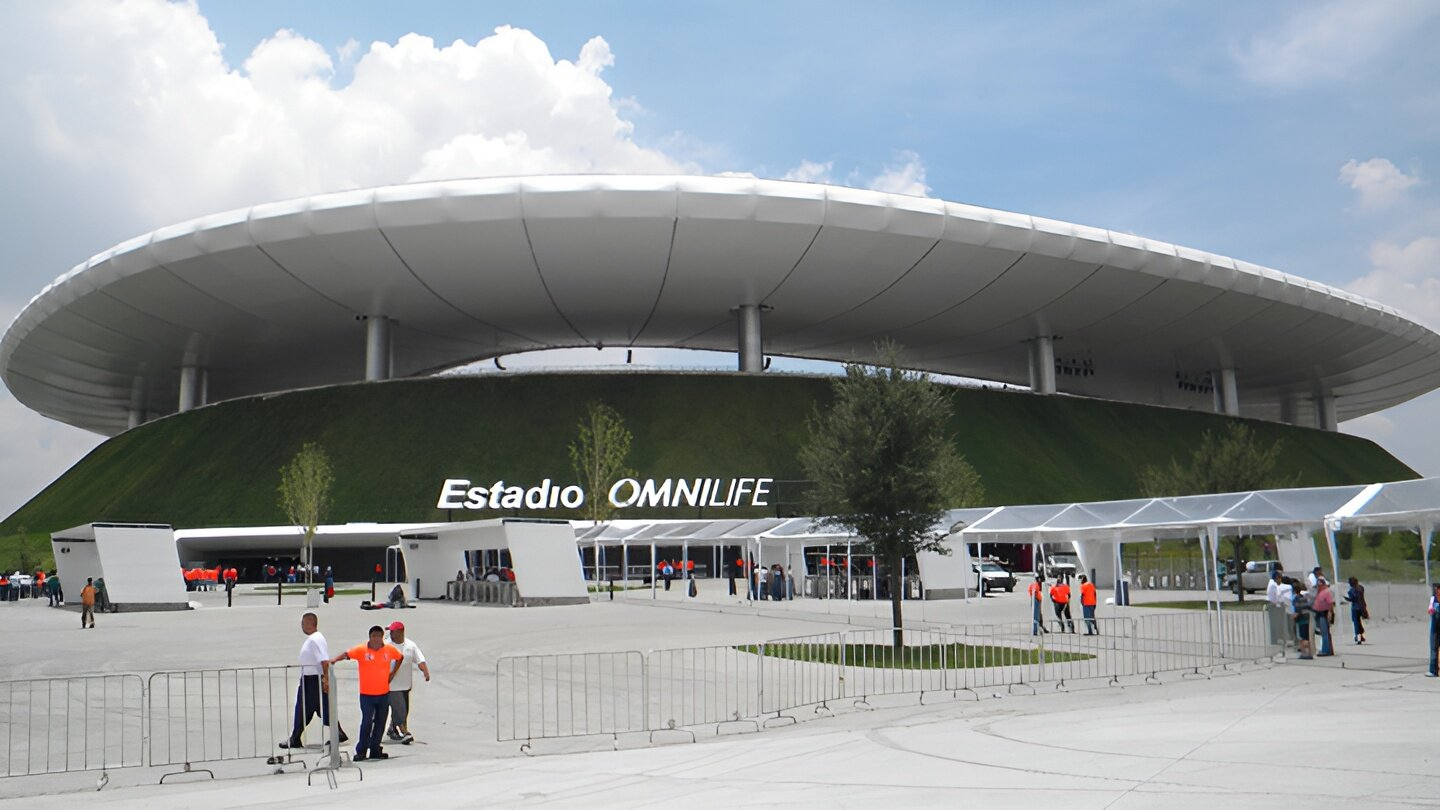
El Estadio Omnilife, uno de los logros de Fuentes Téllez en la compañía del mismo nombre.

En 2007, Jorge Vergara Madrigal, dueño del Grupo Omnilife, la contrató para que dirigiera su empresa y corrigiera el rumbo de la misma, ya que estaba operando con pérdidas financieras. Una de las primeras medidas de ajuste que llevó a cabo fue considerada controvertida porque decidió despedir a 30 directivos, ya que "había demasiadas cabezas. Unos directores estaban ahí porque tenían mucho tiempo trabajando, pero no necesariamente tenían las habilidades para sacar el trabajo adelante". Conforme avanzaba en la reestructuración, redujo el número total de directores hasta un total de siete y realizó otros ajustes entre los mandos medios de la compañía, hasta alcanzar la reducción total de 500 empleados en su primer año al frente de Omnilife.
En 2010 adquirió el 43% de las acciones totales de Omnilife y se convirtió, así, en la directora ejecutiva de la compañía.
Fuentes Téllez agregó otro equipo de fútbol al Grupo Omnilife y a su administración, al adquirir, de manera conjunta con su esposo, la totalidad de las acciones del equipo Chivas USA, en agosto de 2012.
En su momento, Jorge Vergara reconoció que Fuentes Téllez "ha hecho un trabajo extraordinario, transformando las finanzas del grupo." Entre sus logros en Omnilife están el saneamiento financiero de la compañía, su restructuración y mejora de productividad y la construcción del nuevo estadio de fútbol, el Estadio Omnilife, cuyo proyecto se había ralentizado y solo pudo concluirse cuando ella se hizo cargo del proyecto.

## Controversias
En 2010 fue criticada la decisión de subir el precio de los boletos del entonces nuevo Estadio Omnilife en 64% sobre el precio anterior, aunque el mismo fue reducido y el incremento fue de solamente 11% sobre el precio original anterior.
Desde 2012 Omnilife se enfrentó a "decenas de juicios laborales" que fueron interpuestos por algunos ex empleados de la empresa por haber sido despedidos presuntamente al margen de la ley. Aunque estas demandas son en contra de Omnilife y de diversas empresas de sub-contratación con las que trabajaba, así como en contra de su exesposo, Jorge Vergara, éstas fueron provocadas por el despido de los trabajadores durante la reestructuración inicial de la compañía que hizo Fuentes Téllez. Uno de los abogados, defensor de uno de los demandantes, decidió abandonar la demanda ante las presuntas prácticas ilegales de Omnilife durante el juicio y a la que calificó de ser una empresa "tramposa".
En mayo de 2013, una demanda interpuesta ante una corte en la ciudad de Los Ángeles, Estados Unidos, acusó al equipo Chivas USA de ser discriminante con los entrenadores que no fueran de origen latino. Los demandantes fueron los ex entrenadores de la academia juvenil del equipo Daniel Calichman y Theothoros Chronopoulos. En la demanda se describe que Fuentes Téllez y su esposo solicitaron la recopilación de datos de carácter étnico y de nacionalidad de los jugadores y entrenadores desde que ambos se hicieran dueños absolutos del equipo, en agosto de 2012, con la aparente intención de regresar el equipo a sus "raíces mexicanas" para que solo participaran jugadores mexicanos o de origen mexicano, tal como sucede en el equipo sede, el Club Deportivo Guadalajara.

## Empoderamiento de las mujeres
Desde hace varios años, Angélica Fuentes Téllez colabora en programas y proyectos de apoyo a las mujeres con el fin de motivarlas y empoderarlas. Usa su experiencia personal como ejemplo de motivación y superación, ya que desde los inicios de su carrera profesional en Grupo Imperial, tuvo que luchar contra el machismo imperante en su familia para poder desarrollarse profesionalmente. Posteriormente, continuó esa lucha dentro de un ambiente laboral al que ella misma ha denominado como machista e imperante en la industria de los energéticos, llegando a ser la primera y única mujer presidente de la Asociación Mexicana de Gas Natural (AMGN) a la edad de 33 años y durante dos períodos consecutivos.
Uno de sus proyectos de empoderamiento para sus colaboradoras en Omnilife es la escuela Centro de Liderazgo de Alta Visión Empresarial (CLAVE), la cual creó con el objetivo de apoyar a los distribuidores de la compañía, 63% de los cuales son mujeres, a obtener mejores resultados de ventas como empresarias.  Fuentes Tellez ha mencionado que el resultado de la escuela se manifiesta en el rol de liderazgo que algunas de las asistentes tienen en sus hogares y en el nivel económico de vida que han alcanzado.
Asimismo, de manera constante y a través de sus redes sociales motiva a las mujeres para que denuncien el maltrato familiar que puedan estar padeciendo, nuevamente usando su vida personal como ejemplo, ya que en su primer matrimonio, con Raúl Cervantes Andrade, fue víctima de maltrato físico, debido al alcoholismo padecido por su entonces esposo.
Fuentes Téllez reconoce que sus logros no han sido fáciles en su condición de mujer, "especialmente en estas latitudes", en referencia a su país, específicamente, y a Latinoamérica, en general.
Considera que las mujeres tienen "un rol importantísimo" y están "dando el ejemplo de autosuficiencia y desarrollo" y piensa que la preparación y la creencia en sí mismas, así como con el reconocimiento y desarrollo de sus propios talentos "podemos mostrar de qué estamos hechas". Ha afirmado que se considera femenina pero no feminista, porque considera que "el feminismo fue llevado al extremo", ya que las mujeres tenían que actuar como hombres para ganar notoriedad.
Fuentes Téllez dice no creer en la igualdad entre hombres y mujeres, sino en la equidad entre ambos.

Desde muy joven entendí que la única persona con la que iba a competir se llamaba Angélica; en un sector tan masculino como el energético no iba a competir con el hombre. Compito contra mí misma cada día. No lucho contra los hombres u otras mujeres, solamente intento cada día ser mejor de lo que fui el día anterior.
Angélica Fuentes Téllez

### Otras labores de asistencia
Fuentes Téllez también ha mostrado su apoyo hacia los jóvenes que buscan mejorar sus comunidades de origen y apoya también el fomento de la cultura; por ello colabora con diferentes organizaciones sociales y culturales como Educare, la Fundación Ponte Viva, el Plan Estratégico de Juárez y la Fundación Comunitaria Frontera Norte, así como con la Fundación Olga y Rufino Tamayo, el Patronato Museo del Niño, la TATE Gallery, el Consejo Tecnológico of Monterrey Campus Ciudad Juárez y la Fundación Unidos por un México Vivo, entre otros.

## Vida personal
Fuentes Téllez procede de una familia de empresarios. Su abuelo fundó la empresa familiar donde ella desarrolló su carrera profesional inicialmente y es hija de Valentín Fuentes Varela, un hombre de negocios destacado en la industria energética de su país. Tiene cinco hermanos y ella es la segunda de los seis; los cuatro primeros son mujeres y los dos menores son hombres. Su hermana Adriana Fuentes Téllez fue diputada federal por el PRI de 2012 a 2015 y su hermano Octavio Fuentes Téllez lo fue entre 2003 y 2006.
Inició su vida laboral a la edad de 11 años en una gasolinería propiedad de su familia, en donde, además de ser despachadora de combustible, revisaba la presión de los neumáticos, limpiaba baños y se encargada del corte de caja al mediodía. Ella ha manifestado sentirse orgullosa de estos inicios laborales, "nunca tuve algún faltante".
En 2005 contrajo matrimonio con Raúl Cervantes Andrade, un político mexicano que en ese tiempo era diputado federal y de quien se separó algunos meses después.
En 2008 contrajo matrimonio con el empresario Jorge Vergara, dueño de Omnilife, un año después de haber iniciado su trabajo en esa empresa. Tuvo dos hijas con él, Valentina y Mariaignacia, y gusta de la equitación, deporte que practica desde su infancia, y del polo.  Desde 2012 radica en la ciudad de El Paso, Texas.
Por su estilo de trabajo y sus logros profesionales ha sido llamada la "dominadora (o domadora) del negocio" y la "súper mujer mexicana".